# Kościół św. Maksymiliana Marii Kolbego w Białymstoku
Kościół świętego Maksymiliana Marii Kolbego w Białymstoku – rzymskokatolicki kościół parafialny należący do parafii pod tym samym wezwaniem (dekanat Białystok – Białostoczek archidiecezji białostockiej).
Pierwszym proboszczem parafii został mianowany ksiądz Alojzy Chojnowski. Wkrótce rozpoczął on starania o budowę nowej świątyni na osiedlu Pietrasze. Po uregulowaniu prawa własności gruntu, uzyskane zostało w 1983 roku pozwolenie na budowę kościoła. Projekt został wykonany przez inżynier architekt Krystynę Drewnowską. Prace budowlane rozpoczęły się 1 kwietnia 1985 roku, natomiast już 1 września tego samego roku biskup Edward Kisiel poświęcił i wmurował kamień węgielny. Prace budowlane były prowadzone pod kierownictwem inżyniera Michała Gajewskiego. Od 1990 roku w nieukończonej jeszcze świątyni były odprawiane nabożeństwa. Budowa została zakończona w 1995 roku. Kościół został konsekrowany przez arcybiskupa Wojciecha Ziembę w dniu 28 października 2001 roku.
Dwupoziomowy kościół został założony na rzucie przypominającym kształt orła białego – elementu godła Rzeczypospolitej Polskiej. Wielokątna bryła nakryta jest masywnym dachem dwupołaciowym zwieńczonym żelbetową gwiazdą betlejemską, postrzeganą powszechnie jako krzyż. W formowanym po przekątnej wnętrzu, pozbawionym podpór, jest umieszczona konstrukcja dachowa z dekoracyjnym sklepieniem. Figura Chrystusa Zmartwychwstałego, znajdująca się w centralnym miejscu prezbiterium, została wykonana przez Krzysztofa Jakubowskiego. Obraz głównego patrona parafii, św. Maksymiliana Marii Kolbego, namalował artysta z Belgii, Hugo Debeuf.